# Старий Ґельонд
Старий Ґельонд (пол. Stary Gieląd, нім. Alt Gehland) — село в Польщі, у гміні Сорквіти Мронґовського повіту Вармінсько-Мазурського воєводства.
Населення — 212 осіб (2011).
У 1975-1998 роках село належало до Ольштинського воєводства.

## Демографія
Демографічна структура станом на 31 березня 2011 року:
|          | Загалом | Допрацездатний вік | Працездатний вік | Постпрацездатний вік |
| -------- | ------- | ------------------ | ---------------- | -------------------- |
| Чоловіки | 108     | 19                 | 77               | 12                   |
| Жінки    | 104     | 24                 | 59               | 21                   |
| Разом    | 212     | 43                 | 136              | 33                   |